# Marana tha
Maranatha (też: Maranata; ܡܪܢܐ ܬܐ/מרנא תא maranâ’ thâ’ lub ܡܪܢ ܐܬܐ/מרן אתא maran ’athâ’; aram. zapisane jako maran atha znaczy Nasz Pan przyszedł lub Niech nasz Pan przyjdzie.) – wyrażenie, prawdopodobnie pochodzenia chaldejskiego, przyjęte do aramejskiego a następnie do Nowego Testamentu, gdzie pojawia się tylko w Liście apostoła Pawła do Koryntian (1 Kor 16,22 Jeśli ktoś nie miłuje Pana Jezusa Chrystusa, niech będzie przeklęty. Maranatha.), Występuje tam jako grecka transliteracja wyrażenia aramejskiego. Aramejskie מר mogło być czytane mar, mari, maria - pan, nasz pan. Możliwe, że było to pozdrowienie pierwszych chrześcijan. Występuje w modlitwach i pieśniach chrześcijańskich, zwłaszcza w okresie adwentu.